# I'm Beginning to See the Light
Pour les articles homonymes, voir Light.
Clip vidéo
[vidéo] « Harry James - I'm Beginning To See The Light », sur YouTube
[vidéo] « Duke Ellington - I'm Beginning To See The Light - The Ed Sullivan Show », sur YouTube
[vidéo] « Duke Ellington et Ella Fitzgerald - I'm Beginning To See The Light - The Ed Sullivan Show », sur YouTube
I'm Beginning to See the Light (Je commence à voir la lumière, en anglais) est une chanson d'amour standard de jazz composée par Duke Ellington, Harry James, et Johnny Hodges, avec des paroles de Don George (en),. Elle est enregistrée pour la première fois en 1944 par le big band jazz d'Harry James, avec la voix de Kitty Kallen (n°1 des ventes aux États-Unis), puis par Duke Ellington chez RCA Victor, avec la voix de Joya Sherrill (6e place des charts américains), un des nombreux grands succès de son important répertoire. 

## Histoire

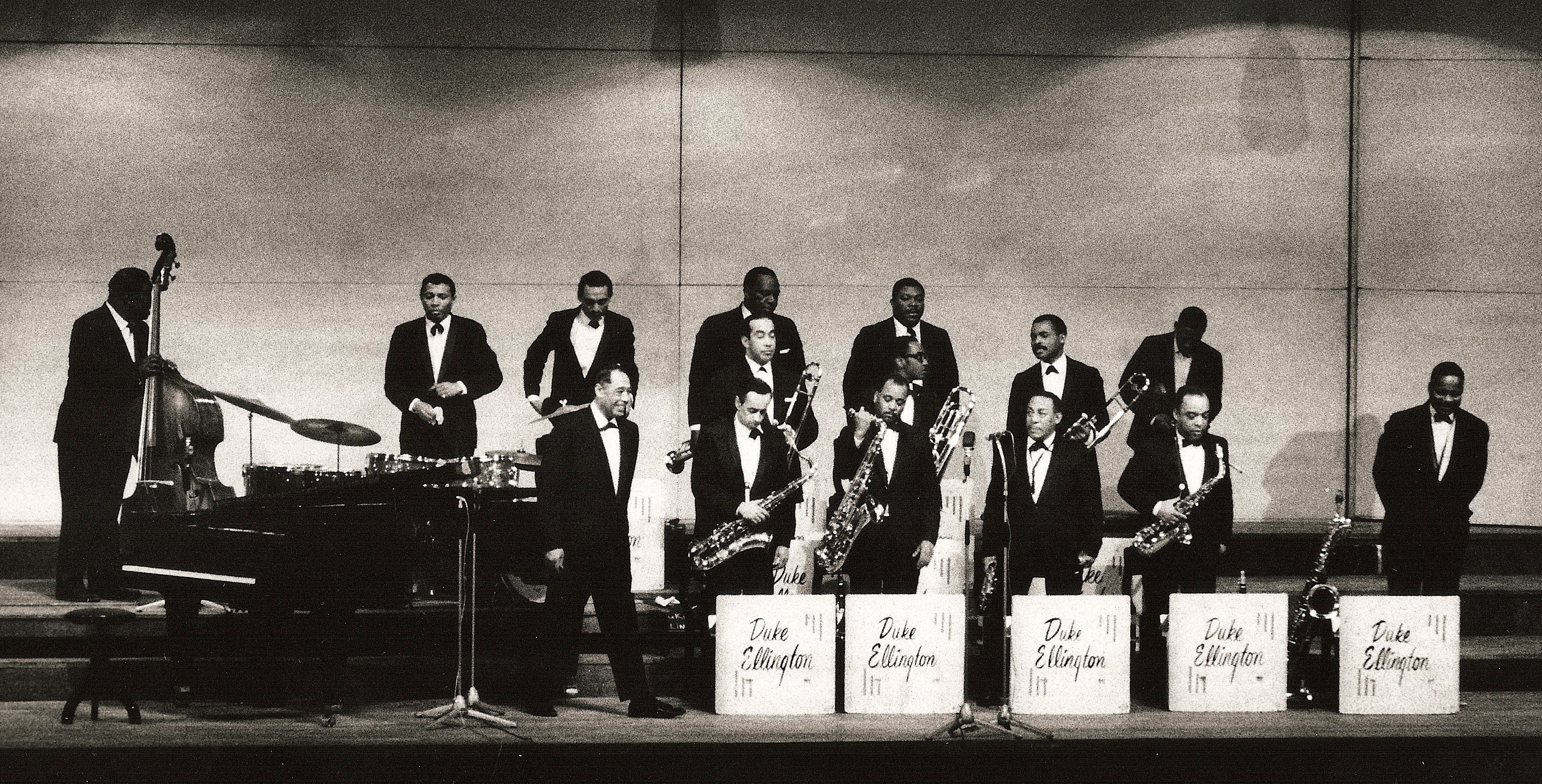
Duke Ellington et son orchestre big band swing-jazz, en 1963.

Ce standard de jazz de l'ère des big band jazz de la Seconde Guerre mondiale est écrit et composé par Duke Ellington et ses partenaires Harry James, Johnny Hodges, et Don George (en) « Je ne me souciais jamais beaucoup des ciels éclairés par la lune, je ne fais jamais un clin d'œil aux lucioles, mais maintenant que les étoiles sont dans tes yeux,... mais maintenant que tes lèvres brûlent les miennes, je commence à voir la lumière... ».
Duke Ellington l'enregistre le 1er décembre 1944 à New York, chez RCA Victor, avec la voix de Joya Sherrill, pour atteindre la 6e place des charts américains. Il l'a reprend également entre autres avec succès avec Ella Fitzgerald ou Louis Armstrong...

## Reprises
Ce standard de jazz de Duke Ellington est repris par de nombreux interprètes, dont : Ella Fitzgerald, The Ink Spots, Louis Armstrong, Count Basie, Peggy Lee, Doris Day, Frank Sinatra, Gerry Mulligan, Chet Baker, Joe Jackson, Art Tatum, Natalie Cole, Al Jarreau, Dee Dee Bridgewater, Seal, Michael Bublé...

## Au cinéma, musique de film
- 1999 : Matrix, de Lana et Lilly Wachowski[6]
- 2000 : Mon chien Skip, de Jay Russell